# Petras Aravičius
Petras Aravičius (* 29. Juni 1887 in Avižieniai, Gouvernement Suwałki, Russisches Kaiserreich; † 25. August 1942 in der Oblast Swerdlowsk, Sowjetunion) war ein litauischer Jurist und Innenminister Litauens.

## Leben
Nach dem Abitur 1907 am Knabengymnasium Suwałki studierte Aravičius von 1907 bis 1914 Physik und Mathematik sowie an der Rechtswissenschaftlichen Fakultät der Universität Peterburg. Von 1921 bis 1926 war er Leiter der Bildungsabteilung des Bezirks Alytus und von 1927 bis 1929 Leiter des Bezirks Alytus. In der 15. Regierung von Juozas Tūbelis (1929–1934) war er bis zum 1. April 1931 litauischer Innenminister. Sein Nachfolger war Steponas Rusteika (1887–1941). Von 1931 bis 1940 leitete Aravičius als Direktor die Landwirtschaftliche Bank (lit. Žemės bankas).